# Либерацкий, Богуслав
Богуслав Мариан Либерацкий (пол. Bogusław Marian Liberadzki; 12 сентября 1948, Сохачев) — польский политик и экономист, депутат Европейского парламента с 2004.
В 1970 окончил Школу планирования и статистики. В 1975 получил докторскую степень. 1981 ему присвоена степень хабилитированного доктора. В Высшей школы экономики в Варшаве был заведующим кафедры транспорта и профессором факультета инженерии и экономики морского транспорта университета. Он был стипендиатом программы Фулбрайта в 1986—1987 годах в Университете Иллинойса (США).
С 1975 по 1981 принадлежал к Социалистическому союзу польских студентов. Он также был членом Польской объединенной рабочей партии. В 1989—1993 годах он занимал должность государственного секретаря, а в 1997 года — министра по делам транспорта и морского хозяйства. С 1997 по 2004 год он избирался в Сейм Республики Польша от Союза демократических левых сил.
Награжден Золотым и Серебряным Крестом за заслуги, медалью Национальной комиссии по образованию и благодарностями в области промышленности и транспорта.
Женат, имеет двух сыновей.